# Łoniów
Łoniów est un village de la voïvodie de Sainte-Croix et du powiat de Sandomierz. Il est le siège de la gmina de Łoniów et comptait 858 habitants en 2009.